# Dewoitine D.520
Dewoitine D.520 bylo francouzské jednomotorové stíhací letadlo, které začalo vstupovat do služby jen těsně před vypuknutím druhé světové války.

## Vývoj
Na projektu Dewoitine.520 se začalo pracovat v listopadu 1936 v soukromé konstrukční firmě vedené Emilem Dewoitinem.
První neozbrojený prototyp D.520-01 poprvé vzlétl 2. října 1938 z letiště Francazal s firemním šéfpilotem Marcelem Doretem. Letoun byl poháněn novým kapalinou chlazeným motorem Hispano-Suiza 12Y-21 o výkonu 890 koňských sil (660 kW), který roztáčel pevnou dřevěnou dvoulistou vrtuli. Při druhém letu 8. října se ovšem podařilo dosáhnout rychlosti jen 480 km/h, což bylo mnohem méně než očekávaných 520 km/h. Této rychlostní hranice dosáhl první prototyp až po zabudování motoru Hispano-Suiza 12Y-29 s pozměněnými ejektorovými výfuky. Tento nový motor byl instalován při opravě po osmém letu 28. listopadu, kdy Doret při přistání nevysunul podvozek.
Druhý letový prototyp D.520-02 (sériové číslo F-317), poháněný motorem HS-12Y-31, byl zalétán 6. ledna 1939. Brzy byl předán do zkušebního střediska CEMA ve Villacoublay, kde s ním létal kapitán C. Rozanoff. V Centre d'Essais du Matériel Aérien zůstal až do havárie po selhání motoru při vzletu 11. března 1940.
Třetí prototyp se poprvé dostal do vzduchu 5. května 1939 a byl již vybaven namísto pevné ostruhy nezatažitelným ostruhovým kolečkem. Po prvních třech letech s pilotem Doretem prototyp testoval belgický kapitán Arendt, a od 17. srpna do 25. září na třetím D.520 provedl 16 letů Doretův zástupce Léopold Galy. Poté stroj opět převzalo CEMA, nejprve ke zkouškám výzbroje v Cazaux, pak přelétl na letiště Bricy u Orléansu, kam se středisko přemístilo z Villacoublay. Třetí prototyp byl zrušen po nouzovém přistání 12. května 1940.
Druhý a třetí prototyp byl vyzbrojen 20 mm kanónem Hispano-Suiza HS 9 pálícím skrz dutou hřídel vrtule a dvěma 7,5 mm kulomety MAC 34M39 v malých gondolách pod křídly. Letové zkoušky šly poměrně dobře, takže firma získala 14. března 1939 kontrakt na 200 sériových strojů poháněných novějším motorem Hispano-Suiza 12Y-45.
První sériový letoun D.520-C1 vzlétl 2. listopadu 1939. Měl delší trup, pancéřované pilotní sedadlo a v křídle nesl čtyři kulomety MAC vz.34 M39 ráže 7,5 mm se 675 náboji na zbraň. Kanón Hispano-Suiza HS.404 ráže 20 mm měl 60 nábojů. Pohon zajišťoval motor Hispano-Suiza 12Y-45 o výkonu 677 kW. Bojová rychlost se ustálila na 535 km/h. Druhý sériový kus D.520 poprvé letěl 3. prosince, třetí a čtvrtý následovaly během týdne.
Prototyp s označením D.523-45 s motorem Hispano-Suiza 12Y-51 poprvé vzlétl 9. května 1940 s M. Doretem. Sloužil k vyzkoušení všech změn, které požadovaly zkušební střediska, aby byl D.520 plně využitelný ve frontové službě se silnějším motorem. Nejvyšší rychlost dosažená 14. června činila 570 km/h.
Koncem roku 1940 byla společnost SNCAM zrušena a její výrobu převzaly podniky SNCASE. Ty 23. července 1941 obdržely objednávku na 550 nových kusů D.520. První z nich (výr. č. 475) zalétal 26. července 1941 zkušební pilot Pierre Nadot.
Řada zkoušek vedla v květnu 1942 k instalaci pohonných jednotek Hispano-Suiza 12Y-49 s kompresorem účinnějším ve větší výšce, místo dosavadních Hispano-Suiza 12Y-45.
Po obsazení jižní Francie 11. listopadu 1942 byla k 1. lednu 1943 ukončena výroba společnosti SNCASE. Do tohoto data bylo vyrobeno 349 nových D.520 a dalších 150 zbylo v různém stupni rozestavěnosti na výrobní lince v Saint-Martin de Touch.
Celkově bylo do té doby vyrobeno 775 D.520, z toho 197 s motorem Hispano-Suiza 12Y-49.
Továrny SNCASE byly pod německou kontrolou znovu uvedeny do provozu v lednu 1943. Německý koncern Erla si objednal dokončení 150 rozestavěných D.520 společně s revizí 242 kusů těchto letounů, které Němci ukořistili. Část prací na D.520 bylo pro vytíženost SNCASE předáno továrně Morane-Saulnier na letišti Ossun v Tarbes. Celková produkce dala 905 kusů Dewoitine D.520.

## Nasazení

### Armée de l'Air

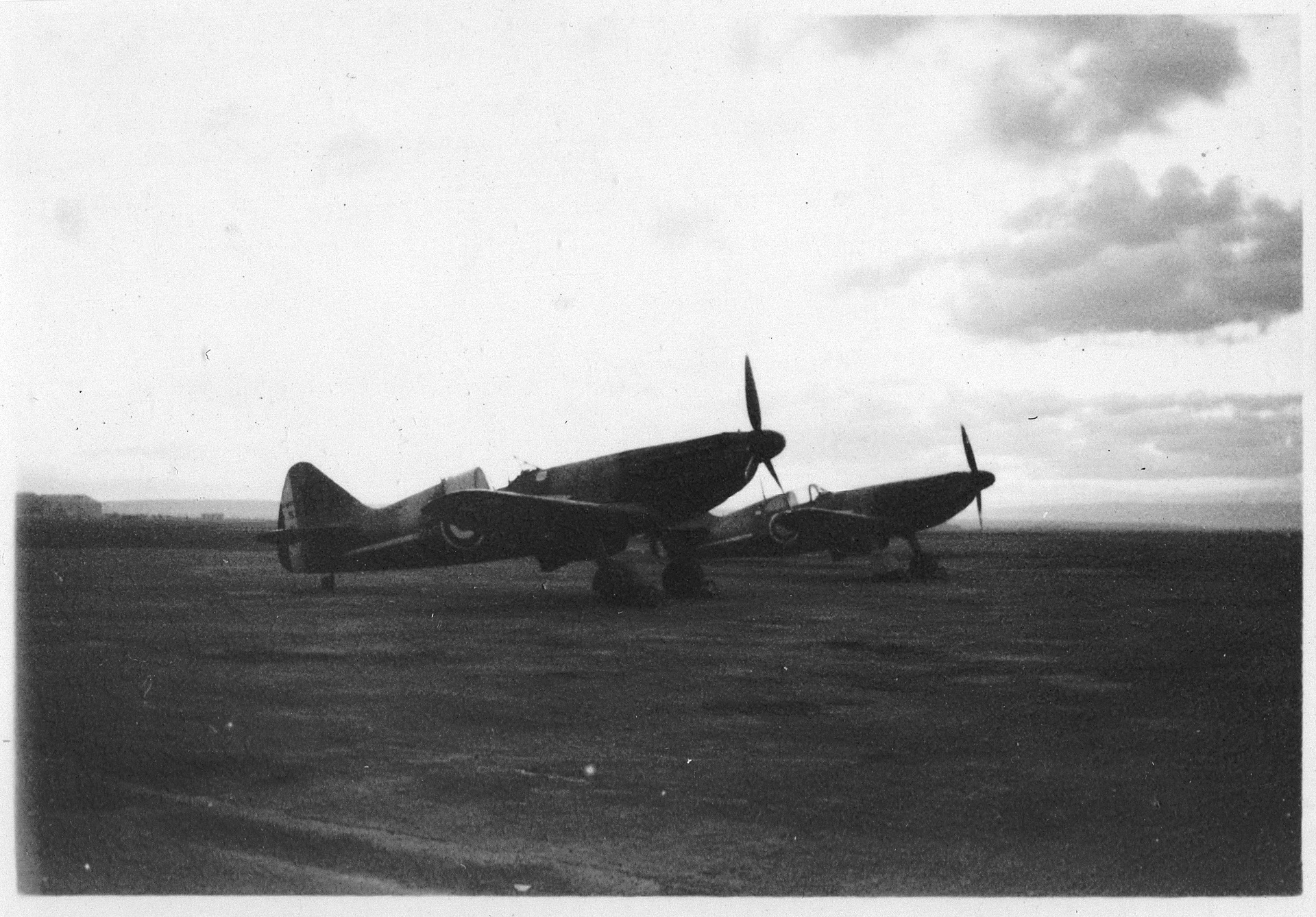
Dewoitine D.520

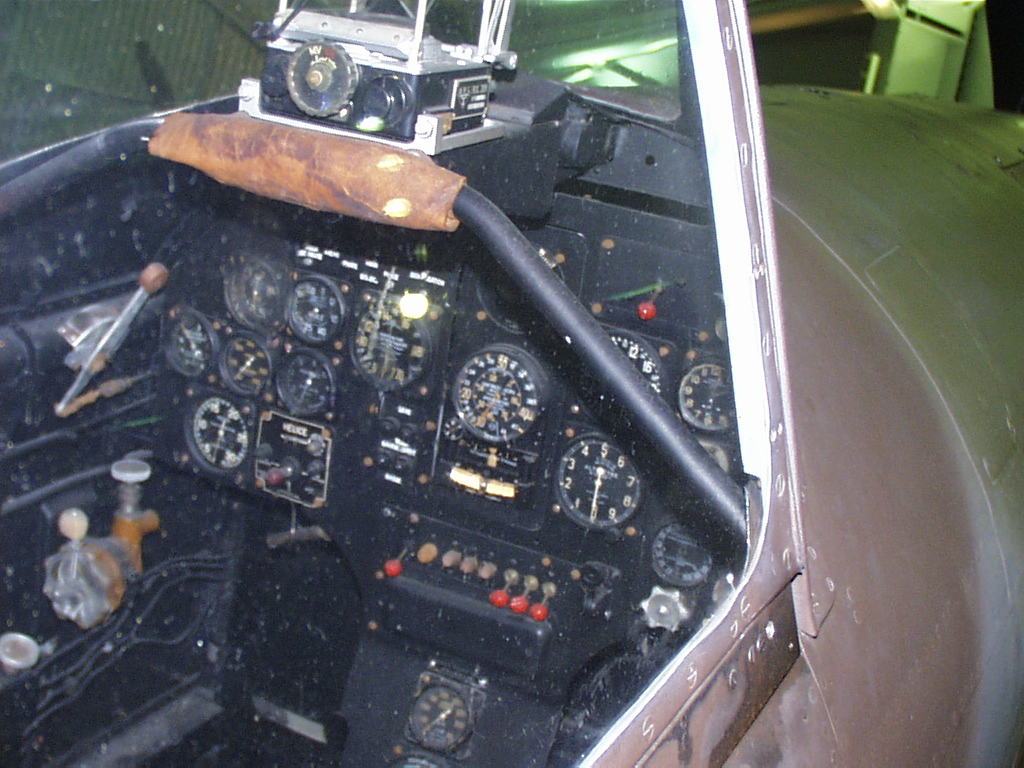
Kokpit a zaměřovač stroje D.520, muzeum Le Bourget

První bojovou jednotkou, vybavenou letouny Dewoitine D.520-C1 se stala v prosinci 1939 GC I/3 v Cannes-Mondelieu, která se 12. května 1940 přesunula na letiště Wez-Thuisy. Již na druhý den vstoupila do bojů, kdy jejich 18 strojů D.520 sestřelilo jeden He 111 a tři Hs 126 bez vlastních ztrát. 14. května 1940 GC I/3 sestřelila čtyři Bf 110, dva Bf 109E, dva Do 17Z a dva He 111 jistě, navíc jednu "stodesítku" pravděpodobně, při ztrátě dvou D.520 a jejich pilotů. Následující den jednotka přišla o šest D.520, ale dosáhly přitom devíti vítězství. Po prolomení fronty u Sedanu se jednotka evakuovala dne 16. května na letiště Meaux-Esbly s 18 z 38 původních strojů. Kromě doprovodné akce průzkumného Blochu MB.174 pěti D.520 23. května, zasáhl útvar do bojů až 3. června 1940. V tento den vzlétlo 17 D.520 proti formaci německých bombardérů, které se vracely z náletu na cíle v okolí Paříže. Doprovodné Bf 109E sestřelily tři letouny GC I/3, jejíž piloti naopak nárokovali pět vzdušných vítězství, z nichž však tři zůstaly nepotvrzeny. K 5. červnu měla jednotka pouze 13 bojeschopných strojů, přesto zaznamenala pět setřelů protivníka při dvou vlastních ztrátách. O den později sestřelily její D.520 dvě letadla Luftwaffe jistě a dvě pravděpodobně při jediné vlastní ztrátě. Dne 9. června GC I/3 při ochraně spojeneckých bombardérů v prostoru Forge-les-Eaux zaznamenala 10 jistých vítězství, z toho pět Bf 109E, tři Do 17Z a dva Ju 87B. Čtyři další sestřely byly vyhodnoceny jako pravděpodobné (tři Bf 109E a jeden Do 17Z). Od 10. června jednotka ustupovala směrem k jihu, k 17. červnu byla v Perpignanu s 15 bojeschopnými D.520. Mezi 18. a 24. červnem 25 letounů GC I/3, včetně 10 nově dodaných, přelétlo Středozemní moře do severní Afriky. V době podepsání příměří měl útvar na kontě 645 bojových vzletů při kterých zaznamenal 50 potvrzených a 18 pravděpodobných sestřelů. Vlastní ztráty činily 30 D.520, z toho jen 18 akcemi nepřítele. Nejúspěšnějším stíhacím pilotem GC I/3 se stal podporučík Madon, který si na své konto připsal 4 stroje Luftwaffe samostatně, další tři ve spolupráci s jinými piloty a tři pravděpodobně. Za ním následoval kapitán B. Challe se 3 jistými samostatnými sestřely, dvěma ve skupině a dvěma pravděpodobně. Třetí příčku úspěšnosti obsadil podporučík de Salaberry se dvěma jistými samostatnými vítězstvími, 3 ve spolupráci a jedním pravděpodobným.
Další stroje obdržela v dubnu 1940 jednotka GC II/3, která byla dne 10. května 1940 umístěna na letišti Le Luc-en-Provence. 20. května byla připravena k boji na letišti Betz-Bouillancy. Následující den již zaznamenala pět jistých a dvě pravděpodobná vítězství. 22. května 22 D.520 GC II/3 zaútočilo na formaci Luftwaffe, bombardující francouzská pozemní vojska. Osm strojů Junkers Ju 87B spolu se třemi dalšími německými letouny bylo sestřeleno, jeden D.520 zničily doprovodné Bf 109E. 25. května GC II/3 přišla o dalšího pilota, jeden Dornier Do 17Z byl pravděpodobně sestřelen. 1. června 1940 byly tři piloti této jednotky zraněni v boji proti velkému množství Bf 109E, další zahynul při nouzovém přistání. Úspěšnější byl pro GC II/3 7. červen, kdy útvar zaznamenal tři jistá a jedno pravděpodobné vítězství, které na druhý den její piloti v D.520 navýšili o pět sestřelů Ju 87B prokazatelných a tří pravděpodobných. Od 11. do 20. června GC II/3 ustupovala na jih, kdy také 15 D.520 odlétlo z Perpignanu do Alžíru. Celkem útvar v bitvě o Francii dosáhl 31 potvrzený sestřel a 15 pravděpodobných při ztrátě 22 D.520. Nejúspěšnějším pilotem byl kapitán Clausse se třemi jistými samostatnými sestřely, dvěma ve spolupráci s dalšími piloty a čtyřmi pravděpodobnými. Za ním následoval český seržant Cukr a třetí místo v úspěšnosti patřilo podporučíku Codetovi, který sestřelil čtyři nepřátelské letouny ve spolupráci a tři pravděpodobně.
V dodávkách D.520 následovaly skupiny GC III/3, GC II/7 a GC III/6. Jednotka GC II/7 převzala mezi 20. a 29. květnem celkem 35 kusů D.520 náhradou za letouny Morane-Saulnier MS.406. 31. května přelétla první letka na letiště Marey-s-Tille a o den později provedla první bojový let, při kterém sestřelila pět He 111. Druhá letka se k první připojila 2. června a již 5. června 25 D.520 útvaru GC II/7 posílilo GC I/3 na letišti Meaux-Esbly. Téhož večera bylo pět Dewoitine GC II/7 sestřeleno z převýšení německými Bf 109E při ztrátě dvou Messerschmittů. 9. června GC II/7 ustoupila do Oünans. K její poslední akci došlo 15. června 1940, kdy zaznamenala dvě jistá a jedno pravděpodobné vítězství. 18. června byla jednotka dislokována v Perpignanu a o dva dny později jejích 20 D.520 odlétlo do severní Afriky. Na D.520 dosáhla 12 jistých a čtyři pravděpodobné sestřely při ztrátě 16 vlastních strojů, z toho 7 činností Luftwaffe. Nejúspěšnějším stíhacím pilotem GC II/7 byl poddůstojník Lamblin, který sestřelil dva letouny ve skupině a tři pravděpodobně.
První letka skupiny GC III/3 se s letouny MS.406 21. května 1940 přemístila z letiště Cormeilles-en-Véxin na nové působiště v Toulouse, kde se po přezbrojení na 13 strojů D.520 2. června navrátila zpět. O den později přelétla do Toulouse 2. letka, která mezi 4. a 8. červnem dostala 20 nových strojů, s nimiž dalšího dne přelétla na základnu Illiers-l 'Evéque v Nonancourtu. Zde se k ní připojila 1. letka. Ta již 5. června při své první akci zaznamenala tři sestřely a ztratila jeden D.520. Dne 6. června letka sestřelila dvě letadla jistě a jedno pravděpodobně. Po svém sjednocení GC III/3 od 10. června pouze ustupovala. Dne 13. června na letišti v Montargais poškodil nálet roje He 111 dva její stroje D.520. K poslední akci došlo 15. června 1940, kdy sedm Dewoitine po startu z Grand Malleray sestřelilo dva Hs 126 a další zapálilo na letišti v Auxerre. Do Perpignanu přilétla GC III/3 19. června a roj deseti D.520 ihned odlétl do Afriky, následován zanedlouho dalšími 12 D.520. Útvar v bitvě o Francii dosáhl osm jistých sestřelů a dva pravděpodobné při ztrátě 17 vlastních strojů.
Poslední útvar Armée de l'Air s D.520, GC III/6, obdržel první stroje 10. června 1940, kdy několik pilotů 1. letky přelétlo s novými stroji z Toulouse na její působiště v Le Luc. Už 13. června adjutant Le Gloan, člen roje tří D.520, sestřelil dva bombardovací stroje Fiat BR.20 Regia Aeronautica. 15. června GC III/6 vyslala tři letouny proti velké formaci stíhacích strojů Fiat CR.42, náležejících XVIII. a XXIII. skupině 3. storma italského letectva. Jeden D.520 byl nucen pro poruchu přistát, zbylí dva piloti, adjutant Le Gloan a kapitán Assolant, napadli roj 12 CR.42. Oba sestřelili po jednom Falcu, a Le Gloan brzy přidal druhý. Oba piloti byli ze základny Le Luc povoláni zpět, protože ji ostřelovalo 12 dalších Fiatů, které zničily dva D.520 na zemi a poškodily třetí. Le Gloan při útoku na nalétávající Falca sestřelil svůj třetí CR.42 a pak ještě průzkumný BR.20, fotografující výsledky útoku. Stal se tak nejúspěšnějším pilotem GC III/6 na D.520, následován kapitánem Assolantem a adjutantem Goujonem, kteří měli po dvou sestřelech ve spolupráci. O několik dní později byla skupina povolána do Perpignanu a odeslána s 28 D.520 do Afriky.

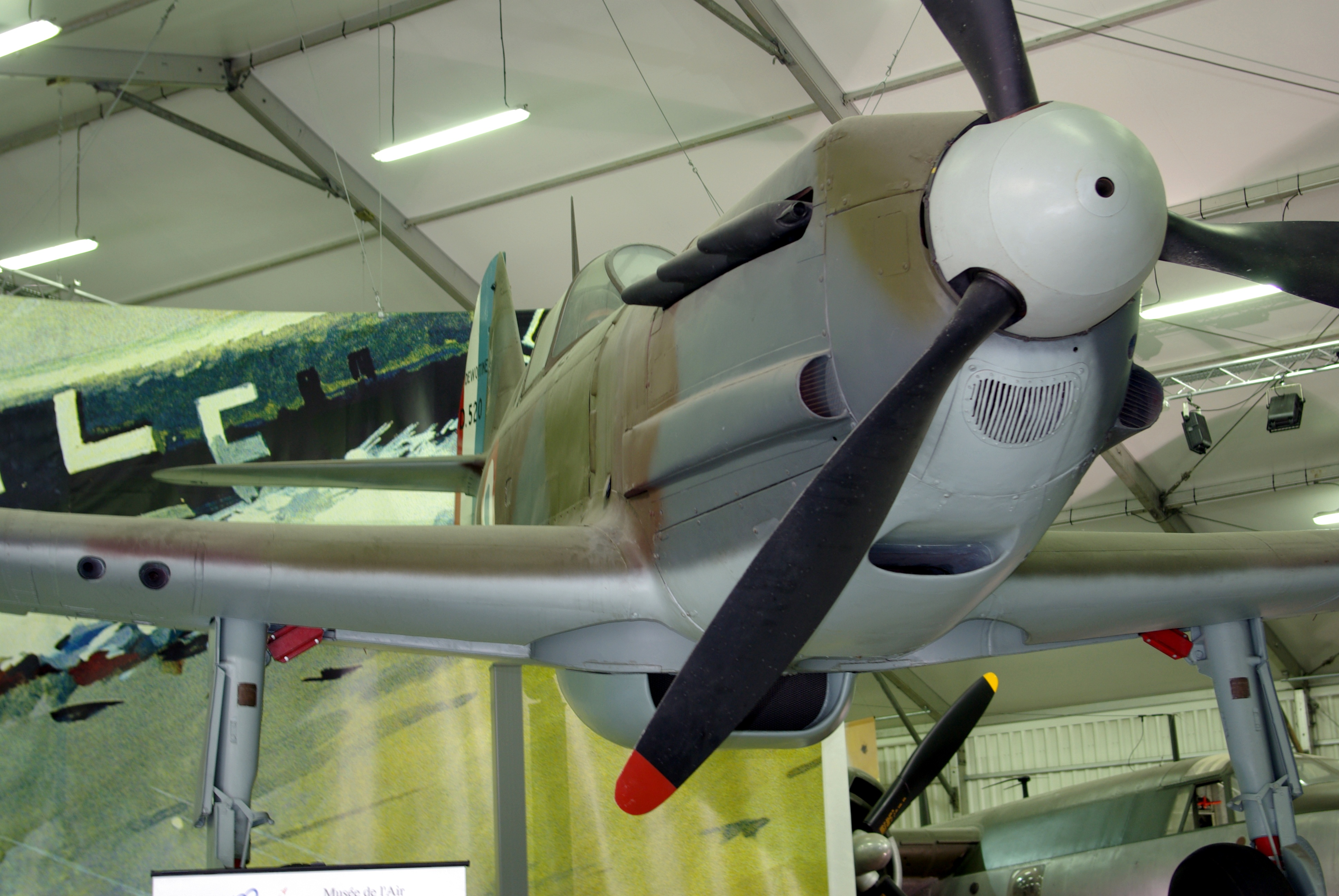
Dewoitine D.520

31. května 1940 bylo 10 letounů D.520 přiděleno námořní Flotille F.1C, které však byly již 3. června rozbombardovány ve vzducholodním hangáru na letišti Orly u Paříže, kde byly ukryty. Až 10. června byla skupina pilotů útvaru převelena do Toulouse, kde měli převzít nové stroje, na které se F.1C měla přeškolit v Rochefortu. 19. června přišel příkaz přemístit 17 D.520 z Toulouse na středomořské pobřeží k ochraně základen francouzského námořnictva. Při přeletu tři letouny havarovaly. První námořní letka typem vyzbrojená, AC1, dorazila na svou základnu Hyères-Palyvestre až 21. června. Ve dnech 23. a 24. června bylo 11 D.520 převeleno na ostrov Korsika, kde byla očekávána italská invaze. V den podepsání příměří všechny letuschopné stroje přelétly do severní Afriky.
Skupina GC II/6, umístěná od 20. června v Toulouse, obdržela první čtyři D.520 24. června, v den příměří 25. června ještě šest dalších Dewoitine.
GC III/7 převzala prvních 16 strojů 23. června 1940 na letišti Francazal u Toulouse. Piloti této Groupe de Chasse předtím na starších D.520 nalétali každý 3 hodiny a provedli deset přistání. 24. června převzali dalších 12 letounů. Následující den tři D.520 ulétly do Velké Británie. Dva z těchto strojů se staly součástí 1. stíhací skupiny letectva Svobodných Francouzů pod velením poručíka Denise. Založena byla na základně britského letectva v Odihamu 29. srpna 1940.
Zkušební středisko CEMA a CEAM byly prvními jednotkami, které létaly s D.520. Při květnovém útoku Němců si obě ponechaly několik strojů a 8. června jeden důstojník s tímto letounem ostřeloval postupující nacistické tanky.
Další neoperační jednotkou vybavenou D.520 byla letecká škola École de l'Air v Salon-en-Provance, vedená kapitánem Fleurquinem. Sedm z devíti jí původně dodaných D.520 26. května 1940, odlétlo také do severní Afriky.
11. června byl v Saint-Martin du Touch utvořen čistě obranný roj, sestavený z civilních zkušebních pilotů SNCAM a vybavený třemi D.520.
Od 22. června řada instruktorů výcvikových útvarů v Perpignanu, Cazaux a Bordeaux spolu s námořními piloty dostala za úkol shromažďovat v Toulouse co nejvíc dokončených D.520. V den podepsání příměří jich pak celkem 41 přelétlo do Afriky a dalších 26 se přemístilo na námořní základnu v Hyères.
Dodávky pokračovaly pomalu, protože se projevoval nedostatek různých agregátů vnitřního vybavení včetně i vrtulí. V době nacistického útoku na Francii proto bylo v bojové pohotovosti jen 79 strojů. Celkové skóre bojů bylo, v této fázi války, 108 prokázaných a 19 pravděpodobně zničených německých letadel při ztrátě 75 vlastních, z toho 54 působením nepřítele.

### Armée de l'Air de l'Armistice (Vichy)
V době příměří zůstalo v neokupované části Francie 153 kusů D.520.
V severní Africe se nacházelo dalších 175 strojů, zejména u GC I/3, II/3, III/3, II/7, III/6 a u námořní letky AC1. Stejně jako ostatní vojenská letadla vlády ve Vichy měla zákaz vzletu.
Začátkem srpna 1940, po napadení afrického přístavu Mers-el-Kébir Brity, obdržela vláda ve Vichy od Němců a Italů povolení založit vlastní vojenské letectvo, včetně čtyř skupin a dvou námořních letek vybavených Dewoitine D.520. Po tomto útoku se řada D.520 zúčastnila odvetných útoků na Gibraltar a britské lodě.
K 1. prosinci 1940 se pak ve Francii nacházelo 113 D.520, dalších 170 v severní Africe u GC I/3, II/3, III/6, II/7 a u letek 1AC a 2AC (dříve AC1 a AC2).
Skupina GC III/6 byla 24. května 1941 odvelena do Sýrie, aby posílila skupinu GC I/7 vyzbrojenou letouny Morane-Saulnier MS.406. Celkem 25 D.520, včetně dvou od GC I/3, vzlétlo z Alžíru, ovšem pouze 23 z nich 7. června dorazilo do Rayaku. Na druhý den začal útok Britů a Svobodných Francouzů a dva D.520 byly poškozeny na zemi australskými stroji Curtiss P-40 Tomahawk. Téhož odpoledne GC III/6 sestřelila dva letouny Hawker Hurricane a dva námořní Fairey Fulmar při ztrátě tří D.520, z toho jeden při nehodě. 9. června skupina zaznamenala čtyři jistá vítězství, dvě pravděpodobná a ztratila dvě Dewoitine. Do konce prvního bojového týdne si na konto připsala 11 potvrzených a 3 pravděpodobná vítězství při ztrátě 10 D.520. Další dva letouny GC III/6 ztratila při manévrovém boji 18. června s dvojplošníky Gloster Gladiator.
Během dalšího týdne narostly vlastní ztráty natolik, že k 26. červnu měla jednotka jen sedm D.520, z toho tři letuschopné.
Po přemístění na letiště Nérab u Aleppa obdržela sedm nových strojů společně s jedním od GC II/3. Poslední boj GC III/6 proběhl 5. července, 7. července se útvar přemístil do Muslimyé se 14 D.520. O den později začal návrat do Alžíru, kam skupina dorazila 13. července.
Celkem v Sýrii sestřelila 21 letounů jistě a čtyři pravděpodobně při ztrátě 20 D.520
Skupina GC II/3 odlétla z Alžíru do Sýrie s 24 D.520 14. června 1941. Do první syrské základny Homs však dorazil pouze 21 stroj. Do bojů zasáhla poprvé 17. června, první sestřel zaznamenala GC II/3 až 23. června. Byl jím lehký britský bombardér Bristol Blenheim.
O dva dny později Blenheimy poškodily pumami šest D.520, 20. června Hurricany zničily další dva a poškodily čtyři. Sedmý byl sestřelen pozemní protiletadlovou palbou.
28. června jednotka na letišti Nérab obdržela sedm nových strojů a 2. července sestřelila další dva Blenheimy a jeden Hurricane. Další poškodila 6. července. Při posledním bojovém nasazení GC II/3 v Sýrii 11. července 1941 dvanáct jejích D.520 zaútočilo na letiště v Palmýře, kde na zemi zničily několik britských strojů a sestřelily jeden Curtiss Tomahawk.
Útvar pak 12. června odlétl na domovskou základnu se 14 D.520, jeden však byl poškozen při mezipřistání v Aténách, kde byl ponechán.
Námořní letka 1AC vzlétla z Tafaroui do Sýrie 28. června 1941 na novou základnu v Madžalúnu. Ke dvěma Hurricanům sestřeleným 6. července připojila 10. července tři Blenheimy sestřelené jistě a jeden pravděpodobně spolu s jedním jistým sestřelem Curtissu Tomahawk. Samotná letka ztratila dva z pěti D.520, třetí havaroval při přistání v Katánii. 14. července devět z původních 12 strojů přistálo v Sídi-Ahmedu.
1. července 1941 byla v Chateauroux znovu založena GC I/2, která obdržela 26 nových D.520 a stala se jednotkou první linie. Jejím úkolem bylo posílení leteckých útvarů v severní Africe. Za pobytu v Istres dostala 5. listopadu 1942 rozkaz k přeletu do Meknésu. Po operaci Torch přelétla v prosinci 1943 do Británie, kde byla GC I/2 přezbrojena na Spitfiry F.Mk.VB a F.Mk.IX.
V listopadu 1942 začal také v Camp Cazés výcvik na D.520 2. letky v Maroku sídlící GC II/5, která se měla na typ přezbrojit z letounů Curtiss H-75.
Již v lednu 1942 byla v Toulouse-Francazal znovu ustavena jednotka GC II/6, která v únoru dostala 32 D.520 a přemístila se s nimi do Senegalu v západní Africe.
V květnu a červnu 1942 se na Dewoitine D.520 přezbrojila GC I/1 se základnou v Lyonu, která do té doby používala stroje Bloch MB-152.
GC II/1 v Le Lucu a GC III/9 v Hyères, také s MB-152, obdržely po 26 D.520, první v červnu, druhá v červenci 1942. 11. listopadu stroje GC II/1 zabrala Regia Aeronautica, GC III/9 Luftwaffe.
8. listopadu 1942 začalo vylodění spojenců ve francouzské severní Africe (operace Torch), proti kterému stály čtyři vichistické stíhací útvary, z nichž tři měly ve výzbroji Dewoitine D.520.
Již v ranních hodinách zaútočily letouny Supermarine Seafire F.Mk.III společně s devíti Fairey Albacore z letadlové lodě HMS Illustrious na základnu Oran-la-Sénia, kde se mj. nacházela také jednotka GC III/3. D.520 této jednotky sestřelily všechny Albacory a tři Seafiry při jedné vlastní ztrátě. Na zemi však útok přežilo pouze devět dalších Dewoitine. V odpoledních hodinách přišla GC III/3 o další D.520, který sestřelily britské Sea Hurricany. Následující útoky D.520 zničily šest z 36 strojů Douglas C-47 Skytrain s americkými výsadkáři. V odpoledních hodinách se 12 D.520 zapojilo do souboje s americkými Supermarine Spitfire F.Mk.VC od 31. stíhací skupiny. Souboj skončil sestřelením jednoho Spitfiru při ztrátě tří D.520. Večer po ukončení bojů měla GC III/3 na kontě 17 jistě a 7 pravděpodobně sestřelených spojeneckých letounů.
D.520 námořních letek 1AC a 2AC umístěné na základně v Port Lyautey zaútočily ráno 8. listopadu proti lodím americké Task Force 34. Dva byly sestřeleny a tři poškozeny protiletadlovou palbou. Po přistání zbylých strojů zničilo 40 bombardérů z letadlové lodě USS Sangmon zápalnými pumami další tři Dewoitine na zemi, čtvrtý byl ve vzduchu sestřelen doprovodnými letouny Grumman F4F Wildcat. Do večerních hodin bylo na zemi zničeno dalších devět D.520. Následně byly obě námořní letky opět přeznačeny, tentokrát na 1C a 2C a na počátku roku 1944 rozpuštěny.
GC II/5 v Camp Cazé u Casablanky měla na začátku spojenecké operace Torch 12 neoperačních D.520, zbytek výzbroje tvořily stroje Curtiss H-75. 10. listopadu již měla tato jednotka pouze tři letuschopné D.520 a šest Curtissů. Po příchodu spojeneckých sil byla přezbrojena na Curtissy P-40F Warhawk.

### Forces françaises de l'intérieur
Na konci roku 1943 byly všechny letuschopné D.520 ze severní Afriky dislokované v hlavním výcvikovém středisku v Meknes. Během prvního roku svobodné existence školy v Meknes bylo při haváriích zničeno 20 Dewoitine. Začátkem roku 1945 zde zbylo okolo 30 letuschopných D.520. V létě 1945 bylo 20 strojů odesláno do Francie, kde je užívala letecká škola v Tours.
Po vylodění Spojenců na jihu Francie byly v srpnu 1944 shromážděny letouny i personál a založena stíhací skupina Doret pod velením zalétávacího pilota SNCAM Marcela Doreta. Stíhací jednotka FFI byla utvořena na letišti Ossun v Tarbes a v Toulouse-Blagnac. Skupina byla vyzbrojena D.520 a zúčastnila se bojů s obklíčenými nacisty u Royanu, Oléronu, Rochefortu a Pointe de Grave jako doprovod bombardérů a v roli bitevníků. Dne 1. prosince 1944 bylo obnoveno francouzské vojenské letectvo a z Groupe Doret se stala Groupe de Chasse II/18 "Saintogne". Její výzbrojí bylo 15 strojů D.520, které se po přezbrojení na Spitfire Mk.VB v březnu 1945 dostaly ke školní jednotce a ke stíhací bombardovací jednotce GCB I/18 "Vendée", která své bojové akce ukončila až 8. května 1945.
Po válce bylo upraveno v leteckých dílnách SNCAC v Colombes dvanáct D.520 na dvoumístnou cvičnou verzi D.520-DC (Double Command).

### Escadrille de Presentation de l'Armée de l'Air
Poslední jednotkou létající s D.520 ve Francii byla předváděcí akrobatická letka EPAA.58 vzniklá v Étampes 12. června 1947, předchůdce dnešní Patrouille de France. Své Dewoitine obdržela mezi 22. červnem a 17. zářím 1948 jako náhradu za Jaky 3 pluku Normandie-Němen. Obdržela celkem šest D.520, z toho tři D.520DC. K 30. září 1948 byla předváděcí letka zrušena

### Luftwaffe
Od začátku roku 1944 tvořily D.520 výstroj cvičné stíhací eskadry Jagdgeschwader 105, umístěné v Chartres a na dalších letištích v okolí Paříže. Jednotce velel major Richard Leppla, který měl na svém kontě 68 sestřelů.
Dewoitine D.520 používala rovněž JG 103 se sídlem v Zelwegu v Rakousku, na přelomu let 1944-45 přemístěna na Paris-Le Bourget ve Francii.
Třetí cvičná stíhací eskadra JG 101 používala D.520 společně s letouny Focke-Wulf Fw 190A. Sídlila ve Francii na letišti Long u města Pau a blízkých záložních základnách. Začátkem roku 1944 jednotce velel major Walter Nowotny.

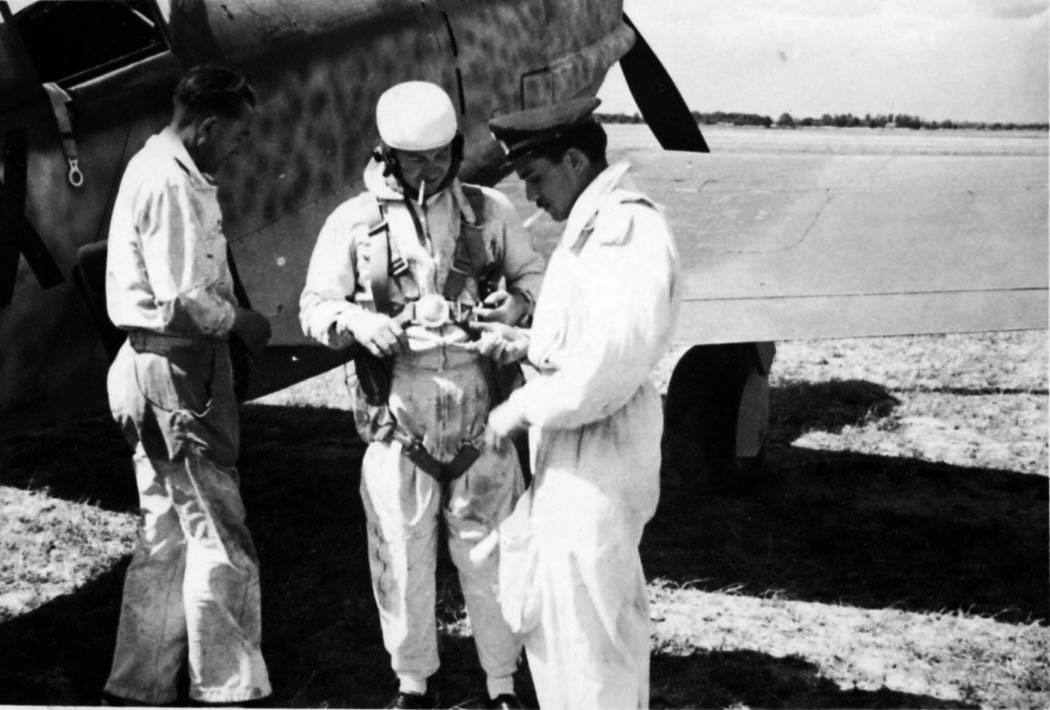
Dewoitine D.520 Regia Aeronautica

### Regia Aeronautica
Malé množství D.520 ukořistili Italové po podepsání příměří 25. června 1940, které následně používala 2. stormo v Libyi. Další stroje Regia Aeronautica obdržela po obsazení zbytku Francie Němci v listopadu 1942. Třicet dalších Dewoitine Italové vyměnili s Němci za 39 středních bombardérů Lioré et Olivier LeO 451. Začátkem července 1943 bylo v prvoliniové službě u italského letectva 32 D.520, koncem měsíce již 47. V den italské kapitulace 8. září měla XXIV. samostatná skupina italských vzdušných sil pouze 13 D.520, z toho jen šest bojeschopných.

### Bulharské královské letectvo
V létě 1943 bylo do Bulharska dodáno na 100 strojů D.520, které pak od září podnikaly útoky na americké bombardovací svazy, pronikající se stíhacím doprovodem nad bulharské území. V prvních měsících roku 1944 byly nahrazeny letouny Messerschmitt Bf 109G. U 6. pluku pak několik těchto strojů sloužilo až do příchodu sovětské armády. Do začátku 50. let byly používány jako cvičné.

## Českoslovenští piloti na letounech D-520
Do francouzské kampaně se v období od května do června 1940 zapojilo na letounech Dewoitine D-520 devatenáct československých stíhacích pilotů u jednotek GC I/3, II/3 a III/3. Při 390 operačních hodinách sestřelili patnáct letounů Luftwaffe jistě a jeden pravděpodobně.
11. května 1940 byli k jednotce GC I/3 z výcvikového střediska v Chartres přiděleni piloti npor. Jindřich Bartoš, npor. Otakar Korec a rt. František Glauder, kteří se však k jednotce dostali až 16. května. Po přeškolení na D-520 začali od 25. května operačně létat.
Dne 3. června napadla jednotka GC I/3 na letounech D-520 německé svazy Luftwaffe, které se vracely z náletu na Paříž a její předměstí. Npor. J. Bartoš se u Paříže dostal do souboje s osamělým Heinkelem He 111 a střelbou mu zapálil levý motor. Současně byl zasažen odvetnou palbou nepřátelského palubního střelce a s vysazeným vlastním motorem nouzově přistál s vysunutým podvozkem na blízkém poli. Stroj se při výběhu překlopil na záda a pilot se zranil na hlavě.
Dva dny poté byl během hlídkového letu v prostoru Amiens-Abbeville sestřelen npor. O. Korec Messerschmittem Bf 109. Jeho Dewoitine se zřítila u obce Argouves, sám pilot souboj nepřežil.
Pod tlakem německé ofenzívy stíhací skupina GC I/3 neustále ustupovala. Od 9. června 1940 vystřídala polní letiště Étampes, Boisseaux, Pithiviers, Yerres-le-Chatel a Chatearoux-La Champenoise. Jednotka ukončila operační činnost 17. června a ustoupila přes Cognac do Bordeaux, kde piloty zastihla zpráva o příměří. Téhož dne se GC I/3 přesunula na letiště Perpignan-La Salanque. Příští den zbytek jednotky odstartoval nad Středozemní moře a přistál na letišti Oran-La Senia v severní Africe. Pak odlétla do Oudny, poté se 21. června přemístila na letiště Kalaa-Djerda. Zde byli npor. J. Bartoš i rt. Glauder od GC I/3 uvolněni a odjeli do přístavu Casablanca, odkud na lodi Royal Scotsman odpluli do britského Gibraltaru.
Během své činnosti u GC I/3 nalétala trojice československých pilotů 70 operačních hodin, 9. června rt. F. Glauder sestřelil jeden Junkers Ju 87. F. Glauder se také 14. června podílel jednou šestinou na sestřelu Hs 126 poblíž Tournan-en-Brie a ve stejný den jednou polovinou sestřelu Hs 126 západně od Meaux. He 111 nadporučíka Bartoše byl úředně prohlášen za pravděpodobně sestřelený.
U stíhací jednotky GC II/3, která se po plném přezbrojení na D-520 přemístila na polní letiště Betz-Bouillancy, sloužilo šest československých pilotů: npor. Antonín Mikolášek, npor. Jaroslav Gleich, rt. Václav Cukr, rt. Stanislav Peroutka, čet. Karel Körber a čet. Otto Pavlů.
Jednotka začala operačně létat 21. května 1940 a téhož dne sestřelil npor. Gleich v prostoru Villers-Cotteres jeden Dornier Do 17 a jeden Messerschmitt. Četař Körber se tento den podílel jednou šestinou na zničení letounu Heinkel He 111.
Následující den sestřelili kpt. Mikolášek a rt. Cukr po jednom Junkersu Ju 87 a čet. Körber s rt. Cukrem si připsali po jedné polovině sestřelu Hs 126 u Arrasu.
Dne 24. května se rt. V. Cukr podílel jednou čtvrtinou na sestřelu Do 17 poblíž Aulnoy. Rt. S. Peroutka bez fungujících zbraní na svém letounu D-520 prováděl klamné útoky aby vázal nepřátelskou palbu. Nakonec v důsledku prostřelené nádrže nouzově přistál mezi liniemi. Podařilo se mu uniknout a po dvou dnech se navrátil ke své jednotce GC II/3.
O den později zahynul v boji s bombardovacím svazem letounů Do 17 npor. A. Mikolášek. Jeho hořící stroj se zřítil nedaleko Paříže. Rt. V. Cukr toho dne po těžkém boji s rozstříleným strojem D-520 doletěl na letiště. Jeho letoun inkasoval 127 zásahů z kulometu a dva z kanónu.
26. května 1940 si rt. V. Cukr připsal na své konto polovinu sestřelu Dornieru Do 17 poblíž Picquigny.
30. května jednotka ustoupila do Cormeilles-en-Vexin a zasahovala do letecké bitvy nad Dunkerque, dva dny nato přelétla na letiště La Ferté-Gaucher.
Dalším úspěšným dnem se pro rt. V. Cukra a jeho Dewoitine stal 4. červen 1940, kdy nedaleko Harbonnières sestřelil Messerschmitt Bf 109 a poblíž Bray se jednou polovinou podílel na zničení He 111.
Dne 7. června si rt. S. Peroutka připsal jednu třetinu sestřeleného Bf 109 u Amiensu, následující den mu byl přiznán sestřel Ju 87 v prostoru Soissons-Attigny. Při témže útoku na svaz střemhlavých bombardérů byl rt. V. Cukr zasažen do hlavy. Téměř osleplý pilot přistál na pole nedaleko od předsunutých německých jednotek, podařilo se mu uprchnout a poté byl převezen do nemocnice. Z ní 19. června utekl a následujícího dne odplul z Port Vendres do severní Afriky a odtud v červenci do Velké Británie.
Od 11. června GC II/3 ustupovala na letiště Bray-sur-Somme, pak do Auxerre a do Avordu. Zde zahynul 13. června na D-520 npor. J. Gleich, který těsně před přistáním havaroval. Poté jednotka ustoupila do Sainte Solange a 16. června přelétla s několika mezipřistáními na letiště Perpignan-La Salanque. 20. června její zbytky odlétly do alžírského Relizane. Po propuštění se bývalí českoslovenští příslušníci GC II/3, v jejíchž řadách nalétali 210 operačních hodin, dostali do Casablanky a odtud odpluli na Gibraltar.
U stíhací skupiny GC III/3 sloužili českoslovenští letci již od prosince 1939. První D-520 pro cvičné účely začala jednotka přebírat, stejně jako GC II/3, v dubnu 1940. Její plné přezbrojení z dosavadních strojů Morane-Saulnier MS.406 se však květnovou nacistickou ofenzívou oddálilo. Po těžkých bojích se GC III/3 21. května 1940 přesunula na letiště Cormailles-en-Vexin, kde začala být přezbrojována. Koncem května zde byli zařazeni piloti škpt. Evžen Čížek, por. Jan Čermák, por. Tomáš Kruml, ppor. František Běhal, rtm. Josef Keprt, rt. Josef Stehlík, rt. Václav Šlouf, rt. Bedřich Krátkoruký, rt. Karel Kuttelwascher a rt. Josef Novák. Poslední z nich zahynul 2. června 1940, když na továrním letišti v Toulouse přejímal novou Dewoitine D-520 pro svou jednotku. V zatáčce před přistáním z testovacího letu stroj ztratil rychlost a roztříštil se o zem.
Na nových D-520 zasáhla jednotka poprvé do bojů 5. června 1940 v prostoru Athies-Peronne, kde si na své konto rt. J. Stehlík připsal jednu polovinu sestřeleného bombardéru Dornier Do 17. Následující den stejný pilot sestřelil u Montdidier jeden Messerschmitt Bf 110 a jeho kolega z GC III/3 škpt. E. Čížek poblíž Compiègne jeden Bf 109.
Pod tlakem fronty a za neustálých bojů jednotka ustoupila do Illiers-l'Eveque, potom do Germinon, La Chapelle-Vallon a Montargis. To se stalo 13. června terčem útoku Heinkelů He 111, doprovázených Messerschmitty Bf 109. Českoslovenští piloti proti útočníkům odstartovali a jednoho He 111 sestřelili poblíž Romilly. Po jedné třetině sestřelu bylo přiznáno por. J. Čermákovi, rt. B. Krátkorukému a rt. K. Kuttelwascherovi. Nouzové přistání při této akci prodělal ppor. F. Běhal avšak vyvázl nezraněn.
Následně GC III/3 ustoupila s mezipřistáním v Grand Mallerey do Avordu, kde dále operovala. V průběhu akce dne 16. června se rtm. J. Keprt podílel jednou sedminou na zničení jednoho Hs 126 u Auxerre. Nedlouho poté se zbytky jednotky přesunuly na letiště Perpignan-La Salanque a odtud ve dnech 19. až 22. června přes Středozemní moře do Alžíru. Českoslovenští letci opustili GC III/3 na základně v Relizane, kde se mezitím usídlila a dostali se do Gibraltaru a poté do Velké Británie. Škpt. E. Čížek s por. J. Čermákem, kteří pomáhali organizovat odsun čs. letců do Velké Británie, odjeli z Afriky až v srpnu. Na palubě lodi Nereida odpluli do Lisabonu a pak dopravním Fokkerem do Londýna.
Českoslovenští letci nalétali na D-520 u stíhací skupiny GC III/3 110 operačních hodin.

## Uživatelé

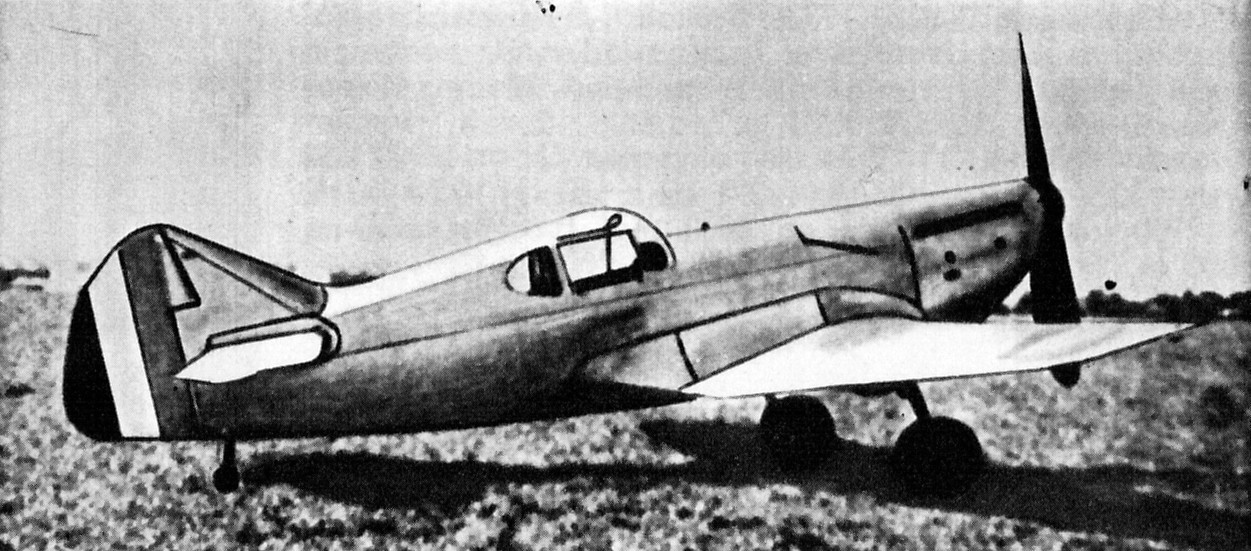
Dewoitine D.520

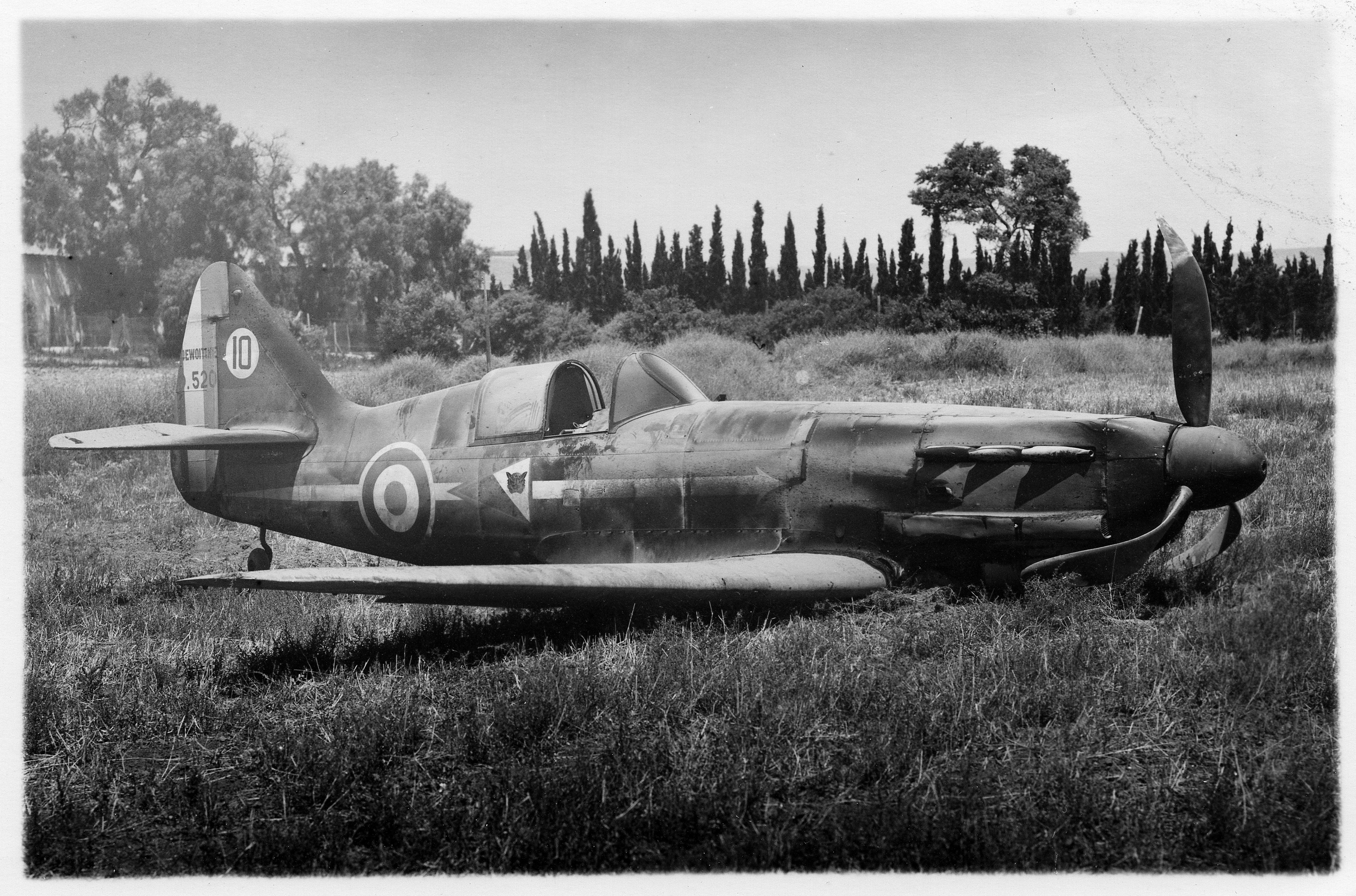
Dewoitine D.520

Hlavní
 Bulharsko
- Bulharské letectvo

 Francie
- Francouzské letectvo
- Aéronautique navale

 Svobodná FrancieForces aériennes françaises libres (cvičné stroje)
 Německá říše
- Luftwaffe

 Itálie
- Regia Aeronautica

Zamýšlení
 Rumunsko
- Rumunské letectvo

## Specifikace

### Technické údaje
- Osádka: 1 (pilot)
- Rozpětí: 10,25 m
- Délka: 8,75 m
- Výška: 2,6 m
- Nosná plocha: 16 m2
- Hmotnost prázdného stroje: 2090 kg
- Vzletová hmotnost: 2670 kg
- Maximální vzletová hmotnost: 2780 kg
- Pohonná jednotka: 1 × kapalinou chlazený dvanáctiválcový vidlicový motor Hispano-Suiza 12Y-45
- Výkon pohonné jednotky: 690 kW

### Výkony
- Maximální rychlost: 537 km/h ve výšce 7000 metrů (425 km/h u země)
- Dolet s max. nákladem: 1250 km
- Dostup: 11 000 m

### Výzbroj
- 4 × kulomety MAC 34M39 ráže 7,5 mm v křídlech
- 1 × kanón Hispano-Suiza HS-404 ráže 20 mm střílející dutou hřídelí vrtule